# Theatrum anatomicum
Theatrum anatomicum eller på dansk Det anatomiske teater var det sted,
hvor kirurger (og medicinere) i 1600-tallet og 1700-tallet underviste i anatomi ved at vise dissekeringer af menneskelig for elever og andre interesserede.
Det første anatomiske auditorium blev bygget i Universitetet i Padua i 1594, og det findes stadig. Et andet tidligt anatomisk teater var Leidens Universitets. Det blev opført i 1596.
Teatrene var sædvanligvis indrettet som amfiteatre, med dissekeringsbordet i midten omgivet af cirkulære, elliptiske eller oktagonale trinvis hævede tilskuerpladser med rækværk. Eleverne var sikret et godt overblik.
I Danmark blev det Anatomiske Teater opført ved Vor Frue Plads i 1644. Det lå i nederste etage i Anatomihuset; på den øvre etage fandtes Ole Worms naturhistoriske samling Museum Wormianum.
Thomas Bartholin dissekerede og underviste på det anatomiske teater, hvor kongen Frederik 3. ved flere lejligheder sad på tilskuerrækkerne. Det var her at Bartholin opdagede lymfekarrene, en opdagelse der sikrede ham international berømmelse.
1672-1674 var det Niels Stensen, der forelæste i kraft af sin stilling som kongelig anatom. Det var her han ytrede sætningerne: "skønt er det, vi ser" – "skønnere det, vi forstår" – "men langt det skønneste er det, vor forstand ikke kan rumme" til sin indledningsforelæsning i 1673 over et kvindelig. Disse sætninger forende naturvidenskaben med en stærk gudstro.
I 1785 blev det anatomiske teater i København erstattet af det Chirurgiske Akademie. Det er en del af Medicinsk Museion i Bredgade 62 i København.